# 永野清
永野 清（ながの きよし、1884年〈明治17年〉8月29日 - 1935年〈昭和10年〉9月8日）は、日本の朝鮮総督府・内務官僚。官選大分県知事、別府市長。

## 経歴
大分県西国東郡玉津村（現豊後高田市）出身。永野俊吉の長男として生まれる。第五高等学校を卒業。1911年7月、東京帝国大学法科大学法律学科（独法）を卒業。1912年11月、文官高等試験行政科試験に合格。1913年、朝鮮総督府警部に任官。
以後、朝鮮総督府試補、同警視、鍾路警察署長、朝鮮総督府事務官・咸鏡南道第三部長、同府税関長・仁川税関在勤、江原道内務部長などを歴任し、1924年5月に休職。1927年5月、鹿児島県書記官・警察部長に就任。熊本県書記官・警察部長に転じ、1929年7月に休職。
1931年12月、地元出身者初の大分県知事として着任した。1932年6月28日、知事を休職となる。同年に退官。1935年9月3日、別府市長として赴任するも同月8日に病のため死去。